# جوستين زولو
جوستين زولو (بالإنجليزية: Justine Zulu)‏ (11 أغسطس 1989 بلوساكا في زامبيا - ) هو لاعب كرة قدم زامبي في مركز الوسط. شارك مع منتخب زامبيا لكرة القدم. أما مع النوادي، فقد لعب مع نادي زيسكو يونايتد ونادي هبوعيل بئر السبع ولمونتفيل غولدن أروز ‏ ونادي كابوي ويراريوز وHapoel Rishon LeZion F.C. ‏ وHapoel Bnei Lod F.C. ‏ وNational Assembly F.C. ‏ وإينوسيس نيون باراليمني ‏.

## وصلات خارجية
- جوستين زولو على موقع قاعدة بيانات كرة القدم.إي يو (الإنجليزية)
- جوستين زولو على موقع ناشيونال فوتبول تيمز (الإنجليزية)
- جوستين زولو على موقع Soccerway.com (الإنجليزية)